# Agnosthaetus akatarawa
Agnosthaetus akatarawa (лат.) — вид жуков-стафилинид рода Agnosthaetus из подсемейства Euaesthetinae (Staphylinidae). Эндемик Новой Зеландии. Название происходит от имени первого места обнаружения типовой серии (North Island, WN: Akatarawa Rd. Summit, 460 м, 40°56.929′S, 175°6.518′E).

## Описание
Мелкие жуки-стафилиниды, длина около 3 мм. Основная окраска красновато-коричневая. Данный вид можно отличить от других видов из рода Agnosthaetus по сочетанию грубо пунктированной головы без микроскульптуры, выпученных вперед глаз, субокулярной полосы микроскульптуры, верхней губы обоих полы с выемками и без увеличенного медиального зубца, гладкий ментум и наличие заднегрудного плеврального гребня. Парамер с уникальным крупным мезальным выступом посередине. Апикальный край лабрума несёт 18—22 зубцов у самцов и 20—21 у самок. Крылья отсутствуют. Голова, пронотум и надкрылья гладкие. Глаза крупные (занимают почти половину боковой стороны головы). Усики 11-члениковые. Нижнечелюстные щупики состоят из 4 сегментов, а нижнегубные 3-члениковые. Лабиум с парой склеротизированных шипиков. III—VII-й абдоминальные сегменты без парасклеритов. III-й абдоминальный тергит слит со стернитом, образуя кольцевидный сегмент. Базальный членик задних лапок отчётливо вытянутый и длиннее двух последующих тарзомеров. Обладают формулой лапок 5—5—4.
Место обитания: подокарпово-широколиственный лес. Образцы взяты из лесной подстилки. Фенология: круглогодично. Высота над уровнем моря: 100—464 м.

## Систематика
Вид был впервые описан в 2011 году американским энтомологом Дэйвом Кларком в 2011 году (Clarke, 2011) и включён в состав рода Agnosthaetus. Этот вид больше всего похож на Agnosthaetus minutus и Agnosthaetus imitator.